# Vallinoja
Vallinoja  est un quartier du district de Korso à Vantaa en Finlande,.

## Présentation
Vallinoja est situé à la frontière entre Tuusula et Kerava.
Ses quartiers voisins sont Vierumäki, Leppäkorpi et Korso.
La zone de Vallinoja appartenait autrefois au domaine de Fallbacka (fi), le nom du ruisseau qui le traverse est Vallinoja en finnois.
Vallinojja a une garderie et l'école Steiner de la région de Vantaa (fi) avec son lycée.
La gare de Vallinoja (fi) de la ligne d'Helsinki à Kerava, devrait être construite après la construction du lotissement prévu sur le côté ouest de la voie.

## Transports en commun
Les lignes de bus desservant le quartier sont les suivantes:
| Numéro | Trajet |
| ------ | --- |
| 633N   | Rautatientori – Viertola – Gare de Leinelä – Koivukylä – Gare de Korso – Vallinoja – Kannisto – Ahjo – Gare de Kerava |
| 961    | Gare de Korso – Vallinoja – Riihikallio – Hyrylä – Nahkela – Nurmijärvi                                               |
| 961B   | Gare de Korso – Vallinoja – Riihikallio – Hyrylä                                                                      |
| 972    | Gare de Korso – Vallinoja – Alikerava – Gare de Kerava                                                                |
| 973    | Peijaksen sairaala – Gare de Korso – Vallinoja – Kannisto – Gare de Kerava                                            |

## Galerie

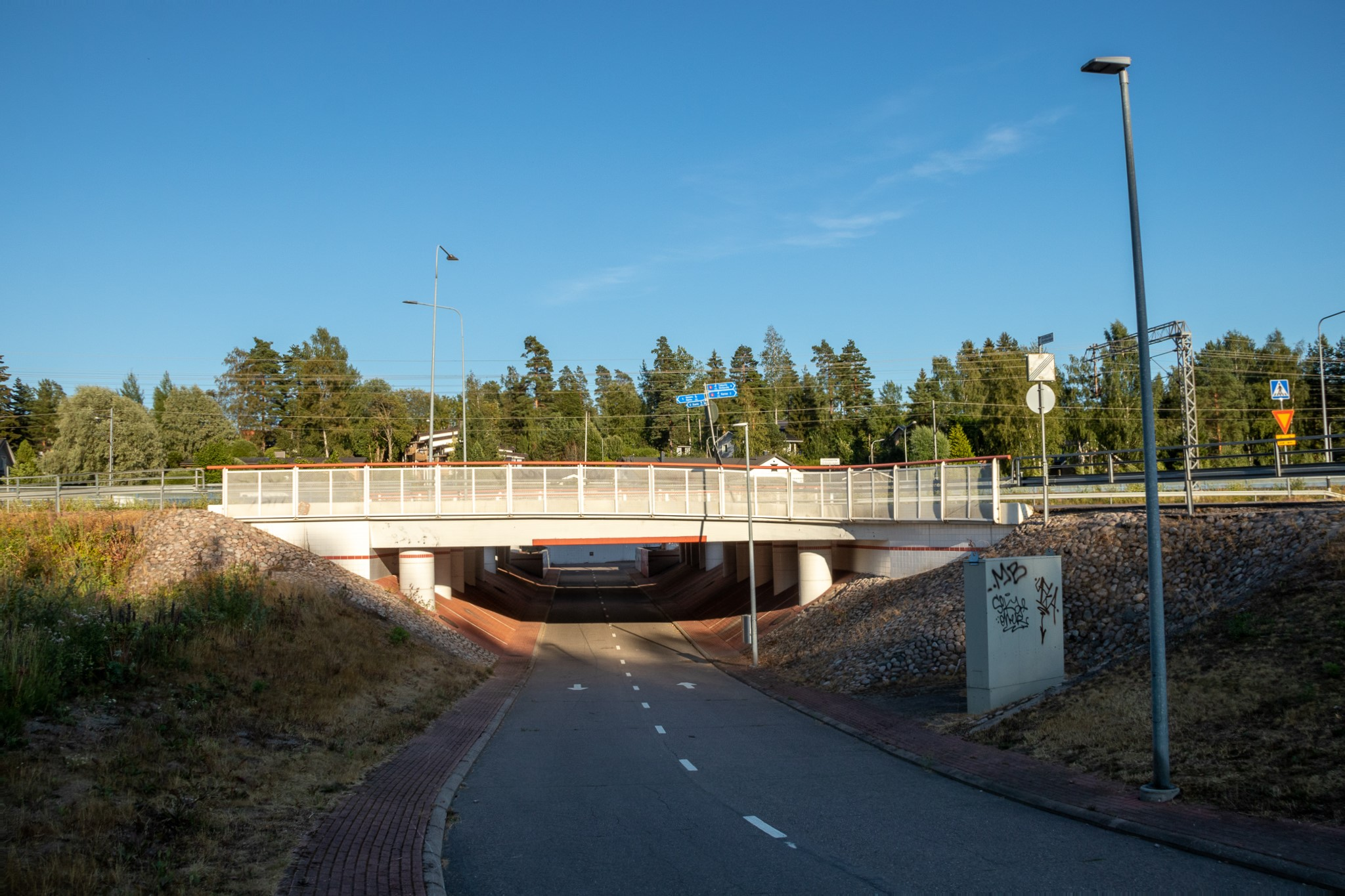
Emplacement de la  gare de Vallinoja (fi)
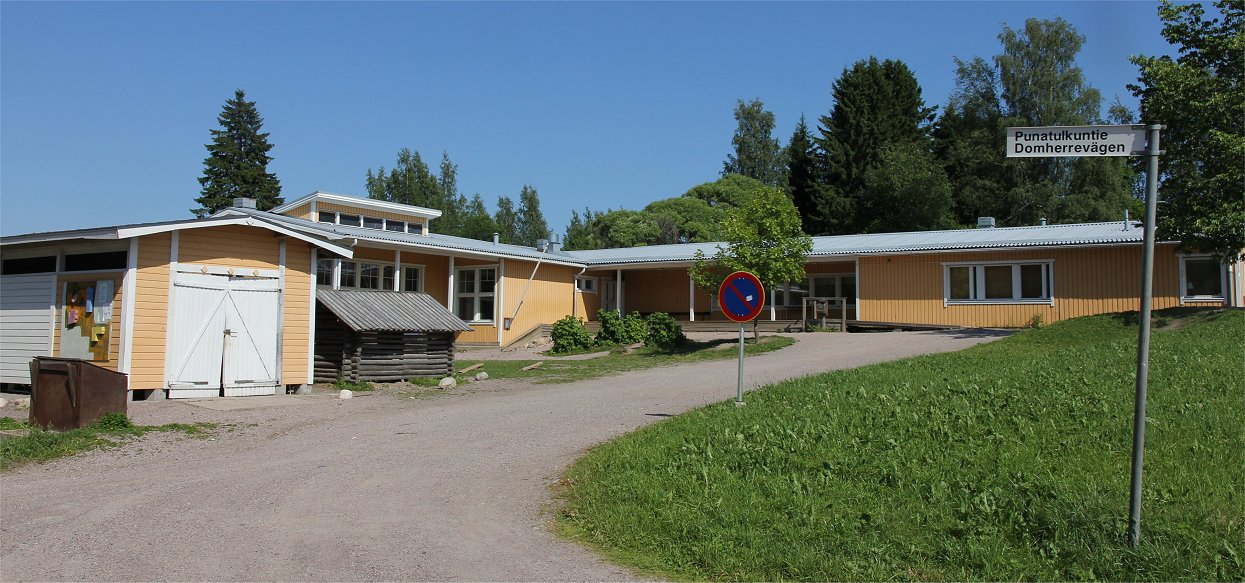
École Steiner de Vantaa.